# Islas Semichi
Las islas Semichi (del inglés: 'Semichi Islands') son un grupo de pequeñas islas de Estados Unidos localizadas en la parte central del archipiélago de las islas Aleutianas, pertenecientes al grupo de las islas Near. Administrativamente, pertenecen al Área censal de Aleutians West del estado de Alaska.
Las islas se encuentran ubicadas al sureste de la isla Attu. El archipiélago se compone de las islas  Alaid, Hammerhead, Lotus, Nizki y Shemya.
- Datos: Q2004327